# 陈元赟
陳元贇（1587年—1671年），本名珦，字義都，又字士升，號芝山、升庵，另號虎魄道人、瀛壺逸史、菊秀軒、羲都甫、既白山人、玄香齋逸叟等。生於浙江杭州府餘杭（在今浙江杭州），祖籍河南禹州。明末學者、武術家，在中日文化交流史上具有相當的貢獻，與朱舜水在日本皆享有一定聲望。

## 生平
陳元贇自幼學書文。乃通曉武術、書法、繪畫、詩詞、建築、醫術、制陶技術。
陳元贇的事蹟在香港1999年出版的《東方格鬥術大觀》（天津古籍出版社2002年的簡體版改名為《東方格鬥文化》）詳述，書中內容主要根據中日史料考證，其中第四章「柔術史探討」專門考證陳元贇在日傳授武藝的史實，第一節題目 秘傳少林武藝的日本禪師，第二節題目 離不開兵器的擒人之術，第三節題目 陳元贇拳法之奧秘，第四節題目 陳元贇拳法之道，第五節題目 盤根錯節的拳法與柔術，第六節題目 嘉納治五郎創新柔術。
东京三田四丁目的曹洞宗寺庙正山寺有 “ 陈元赟先生之碑”，上有小字为“文武之德万世传”。 
东京爱宕山有“起倒流”门人于1779年立有“起倒流拳灋之碑”， 碑文上有“拳法之有传也，自投化人陈元赟而始。” 
名古屋平和公园的建中寺内，有墓碑铭“明国武林既白山陈广学元赟”“既白山人游息之处”，小墓碑刻“白翁道元信士”，那是陈元赟、源太郎元明父子墓。
名古屋东爱知县濑户市的定光寺，有尾张藩初代藩主德川义直的“源敬公庙”，它是有陈元赟参与设计的儒教式灵庙，而“烧香殿”地面铺设的陶板和围绕灵庙的围墙上嵌入的陶板则是陈元赟烧制的。 
名古屋的1丁目名城公园旁有一处“元赟烧窑遗迹”。今日名古屋有一种和“元赟烧”同名的小点心，8字形，面粉制外裹豆面流传至今。

## 背景
陳元贇與日本早有淵源，前後有三次去過日本。1619年（明萬曆47年）就隨著商旅東渡，當時33歲。並且先後在長崎、江戶、名古屋等地寄宿。
明朝滅亡之後，故國遺臣輾轉遷移南方，建立南明政權。由於南明政局一直不能穩定，各勢力間的關係也相當緊張。直到鄭成功出佐永曆帝，從事反清。鄭部反清據點狹小外，其軍事力量亦難與清軍抗衡，乃於1659年（清順治16年），派遣專使陳元贇、朱舜水和李梅溪三人與德川幕府商議借兵抗清，之後因無法達成任務而留於日本，陈元贇雖終在日本定居，但是並未歸化日本，一直以中國人自命。

## 武術的傳入
陳元贇至日本後，寄宿於江戶西久保的國昌寺。由於在日本借兵一事不成，隨後就在日本定居，並且發揚中華文化。陳元贇居於國昌寺期間，遇當地浪人挑釁，隨後陳元贇以武術擊退浪人一幕被當時寺中三位武士看見，他們即日後的“陳門三浪士”：福野正勝右衛門、三浦義辰右衛門、磯貝次郎左衛門，這三位武士對陳元贇武藝相當折服，拜於門下學習武術。

## 傳承
陳元贇傳授“大明擒人之術”給福野正勝右衛門、三浦義辰右衛門、磯貝次郎左衛門三人，並且這些武術也與日本原有的武術相結合，豐富日本柔術的內容。
柔術分流：
福野正勝創立福野流（良移心當流）柔術；福野正勝傳寺田平左衛門，寺田平創立“起倒流”。
三浦義辰創立三浦流柔術。
磯貝次郎創立磯貝流柔術。

## 學術
陳元贇受到晚明三袁影響，傳承中國公安派文學。

## 著作
- 《虎林詩人集》
- 《既白山人集》
- 《升庵詩話》
- 《老子經通考》
- 《元元唱和集》
- 《陳元贇書牘》